# محطة قطار كريسويل
محطة قطار كريسويل (بالإنجليزية: Creswell railway station)‏‏ هي محطة قطار في المملكة المتحدة، تُشغلها قطارات إيست ميدلاند. افتُتحت هذه المحطة في مايو 1998، ويبلغ عدد مسارات أرصفتها 2.